# Cover Me/Jersey Girl
Cover Me/Jersey Girl è un singolo di Bruce Springsteen pubblicato nel luglio del 1984 dalla Columbia Records

## Storia
Cover me, scritto da Springsteen, in origine era destinato ad essere cantato da Donna Summer ma il produttore Jon Landau convinse Springsteen a registrarlo e pubblicarlo nell'album e sul singolo; alla cantante Springsteen diede un altro brano, Protection.
Mentre il brano sul lato A è estratto dall'album Born in the U.S.A., il retro, una cover di Jersey Girl di Tom Waits (dall'album Heartattack and Vine del 1980) registrata dal vivo alla Meadowlands Arena in New Jersey il 9 luglio 1981, è inedito al momento della pubblicazione del 45 giri. Successivamente questa versione sarà inclusa nell'album Live/1975-85.
Nel tour successivo alla pubblicazione dell'album Cover me divenne il brano che apriva la seconda parte del concerto, dopo l'intervallo.

## Contenuti
Cover me è un brano rock che racconta la richiesta d'aiuto di un uomo in difficoltà, mentre Jersey Girl è una ballata d'amore.

## Copertina
La copertina del disco raffigura l'artista seduto su un automobile.

## Classifica
Il singolo raggiunse il 7º posto nella Hot 100 di Billboard.

## Tracce
Lato A
1. Born in the U.S.A. (Bruce Springsteen)

Lato  B
1. Jersey Girl (Tom Waits)

## Formazione
- Bruce Springsteen - voce, chitarra acustica ed elettrica, armonica a bocca,
- Clarence Clemons - sassofono, percussioni, cori
- Roy Bittan - sintetizzatore, pianoforte, tastiera, cori
- Danny Federici - organo, pianoforte, glockenspiel, tastiera, cori
- Garry Tallent - basso, cori
- Steven Van Zandt - chitarra aucustica, mandolino, cori
- Max Weinberg - batteria, percussioni, cori
- Richie "La Bamba" Rosenberg - cori in Cover Me